# Кнецгау
Кнецгау (њем. Knetzgau) општина је у њемачкој савезној држави Баварска. Једно је од 26 општинских средишта округа Хасберге. Према процјени из 2010. у општини је живјело 6.426 становника. Посједује регионалну шифру (AGS) 9674163.

## Географски и демографски подаци
Кнецгау се налази у савезној држави Баварска у округу Хасберге. Општина се налази на надморској висини од 238 метара. Површина општине износи 61,6 km². У самом мјесту је, према процјени из 2010. године, живјело 6.426 становника. Просјечна густина становништва износи 104 становника/km².